# Neottia convallarioides
Neottia convallarioides är en orkidéart som först beskrevs av Olof Swartz, och fick sitt nu gällande namn av Louis Claude Marie Richard. Neottia convallarioides ingår i släktet näströtter, och familjen orkidéer. Inga underarter finns listade i Catalogue of Life.

## Bildgalleri

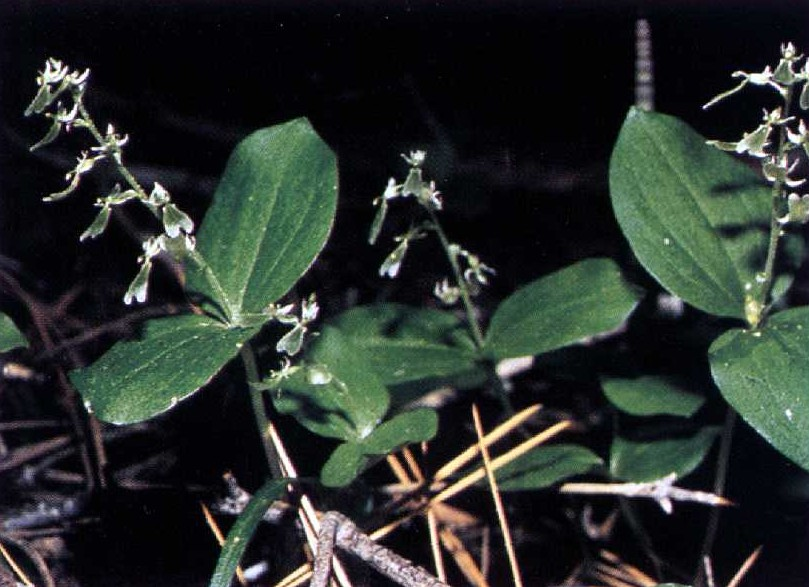
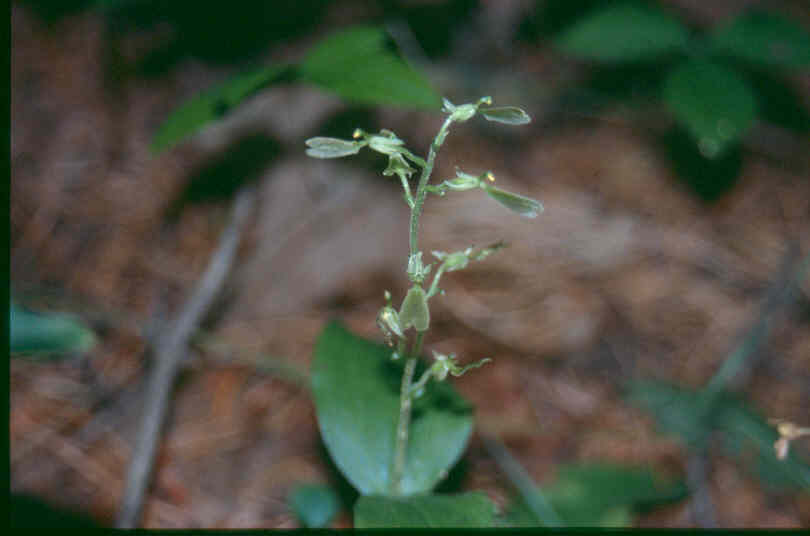
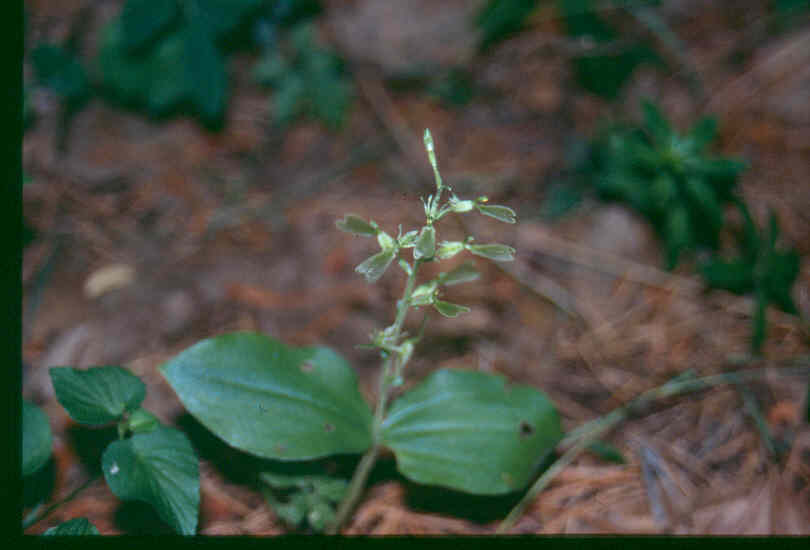
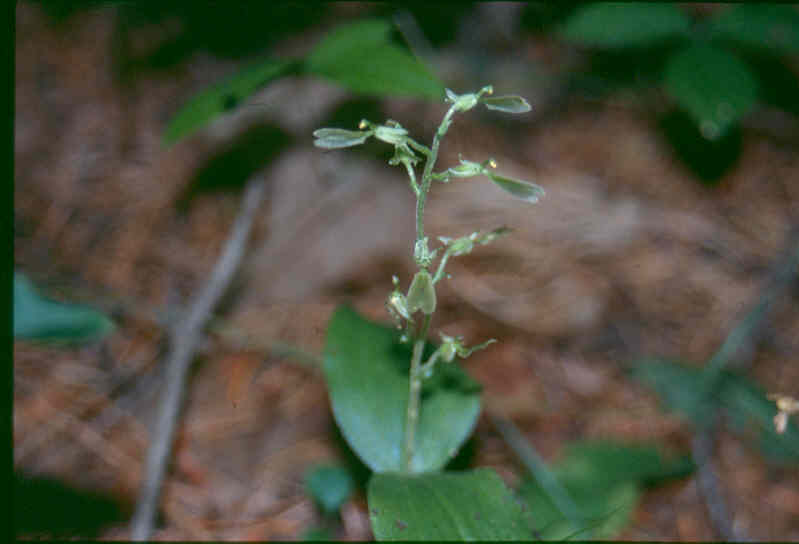
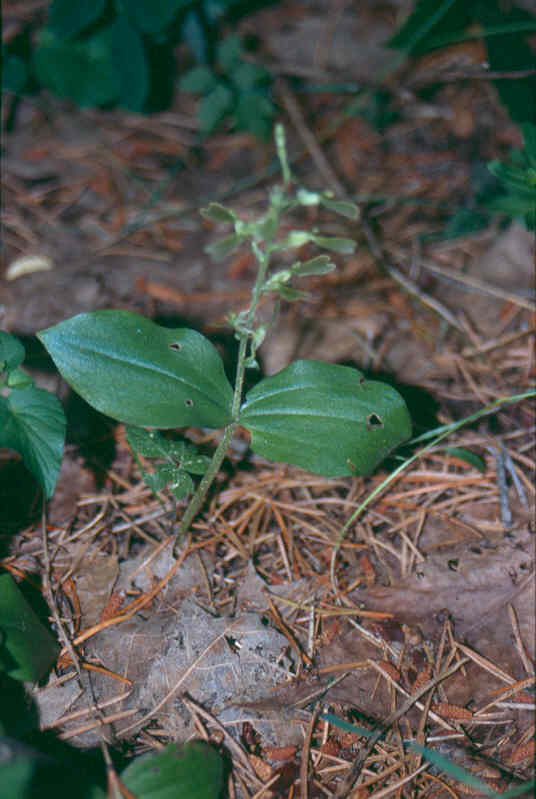